# Laagri (Tallinn)
Laagri (français : Camp) est un quartier du district de  Nõmme  à Tallinn en Estonie.

## Description
En 2019, Laagri compte 880 habitants.
Sa superficie est de 0,41 km2.
Laagri est bordé par Pääsküla et Saue.
Les rues de Laagri sont : Männimetsa tee, Arukaskede puiestee, Sookaskede puiestee, Kaskede puiestee, Pajude puiestee, Lehiste puiestee, Pärnade puiestee, Paplite puiestee, Saarvahtra puiestee, Tammede puiestee et Põdra tänav.

## Population
| 2008 | 2010 | 2011 | 2012 | 2013 | 2014 |
| ---- | ---- | ---- | ---- | ---- | ---- |
| 894  | 877  | 880  | 929  | 953  | 935  |

| 2015 | 2016 | 2017 | 2018 | 2019 | 2020 |
| ---- | ---- | ---- | ---- | ---- | ---- |
| 923  | 913  | 906  | 895  | 880  | 865  |

| 2021 | 2022 | - | - | - | - |
| ---- | ---- | - | - | - | - |
| 852  | 835  | - | - | - | - |

## Transports
Les lignes de bus ne desservent pas le quartier.
Il y a deux quais ferroviaires dans le quartier de Laagri, où les trains de banlieue Elron s'arrêtent en direction de Tallinn et de Keila.

## Lieux et monuments
- Kaskede pst 22 - Jardin d'enfants « Kaseke »  ;
- Männimetsa tee 53 - Jardin d'enfants de Laagri  .

## Galerie

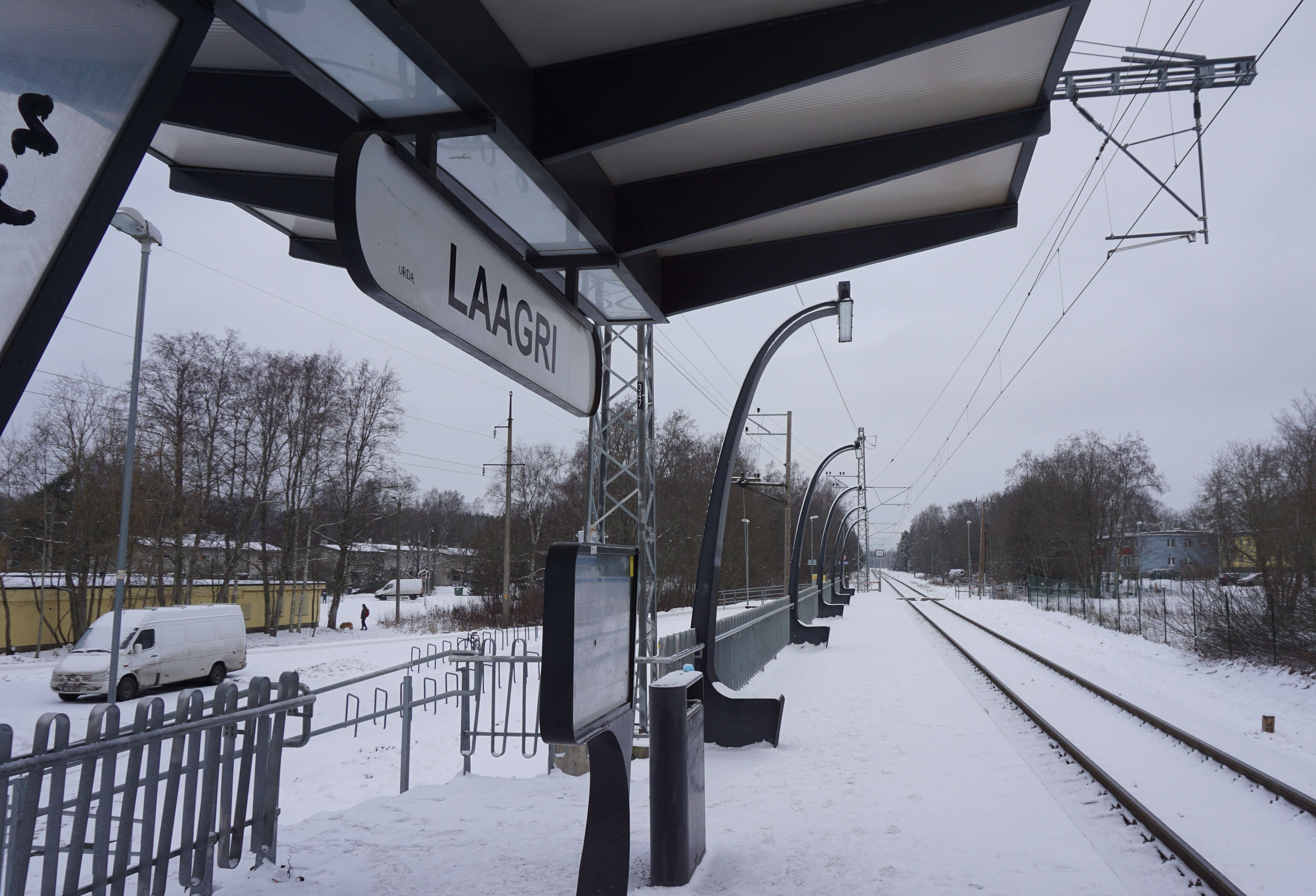
Quai de Laagri.
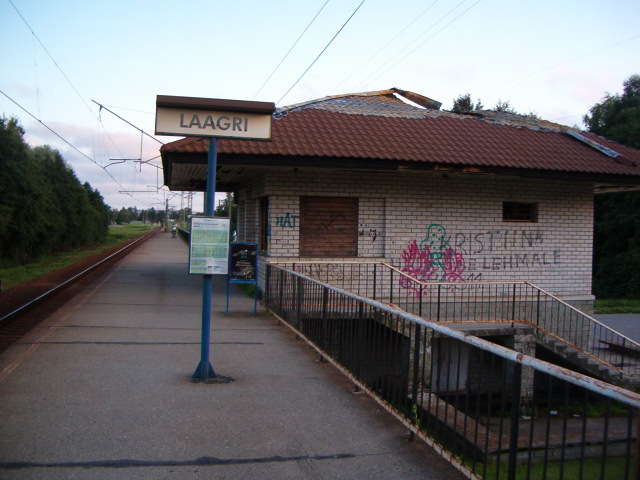
Ancienne gare de Laagri.